# Mannersdorf an der Rabnitz
Mannersdorf an der Rabnitz (ungerska: Répcekethely, kroatiska: Malištrof) är en ort och kommun i Österrike. Den ligger i distriktet Oberpullendorf i förbundslandet Burgenland, i den östra delen av landet, 90 km söder om huvudstaden Wien. Kommunen gränsar i söder till Ungern. Det är cirka 5 kilometer från orten Mannersdorf till staden Kőszeg i Ungern.
Kommunen består av fem orter (Ortschaften) (inom parentes invånarantal 1 januari 2024):
- Klostermarienberg (328)
- Liebing (213)
- Mannersdorf an der Rabnitz (579)
- Rattersdorf (453)
- Unterloisdorf (209)